# 价格闯关
价格闯关是指1988年中华人民共和国政府试图进行的物价改革。这次改革，试图通过政府短期内提高大部分商品的价格，解决价格双轨制下的一系列复杂的经济问题。但改革还未及实施，消息便已經走漏民間引發搶購潮，在已有的通货膨胀基础上又引发了更严重的通货膨胀，改革被迫搁浅。

## 背景
从1984年第四季度起，中华人民共和国经济发展速度过快，信贷发放过猛。中央曾试图以行政手段控制信贷发放，但未能奏效。1987年，国民生产总值增长10%以上，国民收入增长10%以上，工业总产值增长17%以上，农业增长近6%，商品零售价格指数上涨7.3%。
当时中华人民共和国正在进行经济体制改革，从原来的计划经济体制向一定程度的市场经济体制过渡。商品价格实行价格双轨制，即一部分商品价格由国家计划控制，另一部分商品价格由市场决定。由国家控制商品价格带来的问题是，一方面国家需要投入大量财政资金用于城市农副产品等的价格补贴，另一方面工人發放的工资过低、购买力不强；而企业生产又没有积极性，无法按照市场规律进行改革，从而获得真正的竞争力。这导致国家、企业和人民三方面都不满意。同时，一部分人利用价格双轨制进行套利，以各种手段通过低价囤积国家计划控制内的产品，再以高价在市场出售牟取暴利，既影响国家控制价格，又造成市场不稳定、价格波动。
1988年初，CPI增长达到拐点。在1986年至1988年的通货膨胀周期中，月度CPI自1987年1月超过5％，至1989年2月达到最高值28.4％，前后共26个月。1988年1月CPI同比增长9.4％，是此轮通胀周期的拐点。這代表一方面通货膨胀不断严重，物价不断上涨，人民反映强烈，而另一方面价格严重扭曲的局面并没有发生大的改观，价格双轨制带来的权钱交易和“官倒”令人民非常不满，在政策面上也備受批評。
当时，中共中央高层认为，这些问题是计划经济体制下实行价格双轨制引起的，应当使物价尽快回归市场调节。邓小平也曾提出，要下决心进行物价改革，“晚过不如早过”，“长痛不如短痛”。赵紫阳认为，既然价格扭曲现象没能得到根本改变，而物价又在不断上涨，索性在一定时期如两三年内，通过承受一定物价上涨指数如物价上涨30-50%，来有计划地全面调整价格，从而改变价格严重扭曲的现状。

## 方案提出
1988年5月，中共中央总书记赵紫阳在中共中央政治局扩大会议上作《建立社会主义市场经济新秩序》的报告，报告提出用五年时间每年以一定价格上涨指数为代价，实现理顺价格、解决工资不合理的问题。赵紫阳事先曾将自己的这一提议拿给邓小平看，获得了邓小平的肯定。会议确定由国务院制定方案，具体方案后来由副总理姚依林等起草。1988年8月，改革方案确定。中央在制定方案时，内部并没有明显的分歧；北京市、上海市尽管有顾虑，但也没有明确表态。
1988年8月15日至8月17日，中共中央政治局第十次全体会议在北戴河召开，通过了《关于价格、工资改革的初步方案》。此次会议认为，价格改革的总方向是：“少数重点商品和劳务价格由国家管理，绝大多数商品价格开放，由市场调节，以转换价格形成机制，逐步实现‘国家调控市场，市场引导企业’的要求。”会议要求大部分商品价格放开。

## 挤兑和抢购风潮
价格改革准备实施的消息在社会上传开后，物價急劇上漲的風氣提早出現，城市和农村普遍出现了挤兑和抢购风潮。银行的各类储户蜂拥挤兑，银行纷纷告急。在湖北某县，银行因无钱给储户，银行柜台被储户掀翻。不過這也讓政府有所警覺。
各大中城市均发生了严重抢购。时值盛夏，杭州市市民抢购毛衣毛裤；气候温和的昆明市，人们抢购通常滞销的电风扇；广州市有位女市民抢购了10箱洗衣粉；南京市有位市民抢购了500盒火柴；武汉市有位市民抢购了200公斤食盐。在疯狂的抢购风潮中，商品价格不断攀升。时任国家物价局局长的成致平说，“1斤装茅台酒从每瓶20块蹿到300多块，汾酒从8块涨至40块，古井贡酒从12块涨至70块，中华烟从每包1.8元涨至十来元。”中国价格协会会长王永治说，“人们都疯了，见东西就买，不管需要不需要，也不在意质量好坏，冰箱有冷气就要，电视机出图像就抱。”
农村也发生的争相收购农副产品的风潮。四川省合川县、铜梁县、潼南县、武胜县等地，一些单位和个人竞相抬价抢购蚕茧，使国营收购站不得不提高收购价格。合川县太和区蚕茧收购价达到了每公斤12.8元，比四川省规定的最高收购限价高了将近一倍。1988年6月8日，部分国营收购站因资金匮乏，不得不暂停收购蚕茧。

## 改革推迟
1988年9月，赵紫阳决定，推迟价格改革，并转向治理整顿。此前赵紫阳曾找姚依林谈过暂缓价格改革的问题，姚依林认为可推迟到1989年下半年再看。后来赵紫阳认为当前经济环境不利于价格改革，遂决定推迟改革，先搞治理整顿以使经济环境转好，解决通货膨胀等问题，等这些问题解决再进行价格改革。赵紫阳强调：“最后决定价格改革暂缓，转向治理整顿，是我下的决心。”
在赵紫阳决心推迟改革前，尚不知情的邓小平曾和国务院总理李鹏谈话，鼓励赵、李，并称如果发生了什么事情，他可以承担这个风险。赵紫阳下决心后，找到李鹏、姚依林谈话一次，李鹏、姚依林表示同意，赵紫阳遂向邓小平报告。此后召开中共中央政治局会议，最终确定推迟改革。
外界此后曾对此次改革有不同传言，特别是在六四事件后，对邓小平和价格闯关的关系有种种传言。比如有的传言称此次改革是由邓小平主导推动的，还声称价格恐慌完全是由邓小平以中央军委主席身份接见外宾发表讲话造成的。
就邓小平和价格闯关的关系问题，赵紫阳进行了澄清：
所以1988年物价改革这件事，如果讲责任问题，责任不在他身上，主要是我的责任，因为这些东西都是我提出的。一开始提出搞价格改革是我，中间改革方案的设计、国务院讨论的东西也是我主持的、批准的。最后感到有困难，决定推迟、放缓，也是我提出经他同意的。小平究竟对价格改革是怎么看的，我前面说了，他更多的是考虑到我们财政负担太大，包括城市农副产品的价格补贴。他经常讲到这个问题，说价格不合理，全国财政收入有几百个亿都是用于价格补贴。他几次问姚依林：“这样改革会减少多少亿财政补贴，如果不改会增加多少补贴。”他关心的是这么个问题。我们设计的价格改革，更多的是价格合理了，如何使企业通过平等竞争，形成市场条件，能够真正有企业效率的标准。我们是从这个角度考虑的。

## 后续
三年治理整顿实施后，中國大陸经济局面发生了新的变化。中华人民共和国国务院采用行政手段控制价格和基本建设，并取消了一些已经实施的放开搞活企业的改革措施，收回了中央下放到地方和企业的一些权力。不久国家便出现了“经济滑坡、市场疲软、生产停滞”的局面。
就价格双轨制的并轨而言，后来由于供给跟上，物价回落，价格并轨最终成功。这首先是由于“体制内”商品占比显著下降，到1989年，生产资料的计划内供给仅占全社会总供给的40%左右。此外，由于“体制内外”价差显著缩小，政府趁1990年前后经济疲软之机，逐步缩小双轨价差，最终促使计划内价格并入市场价格。

## 回顾总结
1989年春，赵紫阳派安志文等到香港请了台湾中华经济研究院院长蒋硕杰等六位经济学家（均为中央研究院院士）座谈中国经济。他们提出的价格必须由市场决定、解决金融赤字必须靠银行储蓄利率高于通货膨胀率等见解使赵紫阳很受启发。
此后，在总结回顾这段历史时，赵紫阳认为，此次价格改革之所以失败，其原因并不在于通货膨胀，而在于此次改革的基本方式就是根本错误的。他说：
前面说过，十二届三中全会以来，我们在物价改革上采取的是调整和放开相结合的方针。有些物价是政府自上而下进行调整，另一些商品可以放开。同一种商品，计划内的一部分由政府调价，另一部分也可以放开，即实行价格双轨制。这就是说，总的是面向市场，走逐步放开价格由市场决定价格的道路。而这次提出的价格改革方案，就不是这样逐步放开，由市场决定价格，而是由政府大幅度调整价格，达到理顺价格的目的。这既反映了当时在价格改革上急于求成的思想，也反映企图以政府的力量来改变计划价格和市场价格双轨制，达到双轨并轨，或者缩小计划和市场价格之间的差价。这种思路根本上违背了价格改革的正确方向。因为它不是使价格逐步由市场决定，而是通过计划调整来决定价格，实际上走的还是计划决定价格的老路子。多年来教训告诉我们，由政府自上而下地调整价格是不可能理顺价格的，是不可能改变价格严重扭曲的状况的。可以肯定地说，如果没有发生严重通货膨胀，这一改革方案（即使）得以出台和实施，（也）是决不可能解决问题的，搞得不好，物价改革会有走回老路的危险。
他还认为，当时自己提出暂停价格改革是正确的，但决定实行治理整顿则没有必要，而且对经济发展造成了不利影响。实际上当时实施保值储蓄便能够有效缓解通货膨胀，治理整顿不是必须的。实行治理整顿是因为他对经济形势估计过于严重。